# Balancete de verificação
O balancete de verificação é uma técnica bastante utilizada em contabilidade para verificar se os lançamentos realizados num determinado período estão corretos. Este instrumento, embora de muita utilidade, não detectará toda amplitude de erros que possam existir nos lançamentos.
A estrutura do balancete é importante para entender como as informações estão organizadas. A maioria dos balancetes apresenta informações sobre ativos, passivos e patrimônio líquido. Alguns também apresentam informações sobre receitas e despesas. É importante conhecer a estrutura do balancete para identificar rapidamente as informações necessárias.
O balancete de verificação tem como base o método das partidas dobradas: não há crédito sem débito correspondente. Portanto, se de um lado for somado todos os débitos, do outro a soma dos créditos tem que somar um valor igual. Desse modo é verificado se os lançamentos a débito e a crédito foram realizados corretamente.
O balancete de verificação é um demonstrativo auxiliar e que auxilia e mostra o lucro da empresa e que relaciona os saldos das contas remanescentes no diário. Imprescindível para verificar se o método de partidas dobradas está sendo observado pela escrituração da empresa.
Por este método cada débito deverá corresponder a um crédito de mesmo valor, cabendo ao balancete verificar se a soma dos saldos devedores é igual a soma dos saldos credores.
Este demonstrativo poderá ser utilizado para fins gerenciais, com suas informações extraídas dos registros contábeis mais atualizados. O grau de detalhamento do balancete de verificação deverá estar adequado a finalidade do mesmo. Caso o demonstrativo seja destinado a usuários externos o documento deverá ser assinado por contador habilitado pelo conselho regional de contabilidade (CRC).
Geralmente o balancete é disponibilizado mensalmente, servindo assim como suporte aos gestores para visualizar a situação da empresa diante dos saldos mensurados, sendo um demonstrativo de fácil entendimento e de grande relevância e utilidade prática.